# Туран (вилает Балъкесир)
Туран (на турски: Turan) е село в околия Ердек, вилает Балъкесир, Турция. Разположено на 0 – 40 метра надморска височина. Населението му през 2019 г. е 434 души, основно  българи – мюсюлмани (помаци) и бошняци. Помаците са потомци на преселници от село Тресино (Воденско), днешна Гърция. Старото поколение използва българският език.